# Alla kysste bruden
Alla kysste bruden är en amerikansk komedifilm från 1942 i regi av Alexander Hall. Joan Crawford gör huvudrollen som Margaret Drew, hård ägare till ett åkeri. Rollen var egentligen tänkt att spelas av Carole Lombard, men då hon avled i samband med en flygplanskrasch lånade MGM ut Crawford till Columbia Pictures.

## Rollista
- Joan Crawford - Margaret Drew
- Melvyn Douglas - Michael Holmes
- Roland Young - Marsh
- Billie Burke - Mrs. Drew
- Allen Jenkins - Johnny Johnson
- Andrew Tombes - Crane
- Helen Parrish - Vivian Drew
- Emory Parnell - Mahoney
- Mary Treen - Susie Johnson